# شهرستان بیهور
بیهور (رومانیایی: Județul Bihor) شهرستانی در رومانی با ۷٬۵۴۴ کیلومترمربع مساحت و ۵۷۵٬۳۹۸ نفر جمعیت است. مرکز این شهرستان در اورادئا قرار دارد.

## یادداشت
1. ↑  بیهُر خوانده می‌شود.